# Orectogyrus spinifer
Orectogyrus spinifer is een keversoort uit de familie van schrijvertjes (Gyrinidae). De wetenschappelijke naam van de soort is voor het eerst geldig gepubliceerd in 1986 door Franciscolo.